# Paulicianisme
Le paulicianisme était une religion d'origine chrétienne orientale, probablement arménienne, aujourd'hui disparue. Ce mouvement néo-manichéen apparaît en Asie Mineure, alors part de l’Empire byzantin, à la fin du VIIe siècle. Il a été considéré comme hérétique par les Églises catholique et orthodoxe.

## Histoire

### Les origines
Ses origines ne sont pas bien connues : épîtres de saint Paul opposées à celles de saint Pierre ou bien enseignements de Paul l'Arménien (père de Gegnaesius, troisième chef de l'Église paulicienne et de Théodore) ? Paul l'Arménien est un prédicateur manichéen du VIIe siècle, organisateur d'un mouvement regroupant des communautés agraires qui n'hésitent pas à s'armer, et qui mourut en 715.
Les pauliciens, se référant à Paul de Tarse et peut-être aussi au monothéisme strict de Paul de Samosate en matière de foi, rejettent le clergé, la croix, les saints, l'Eucharistie, les sacrements, le mariage et le cérémonial des Églises grecque et romaine, leur formalisme et leur appétit pour le pouvoir et la richesse. La communion se fait par l'enseignement du Christ et non par l'Eucharistie. Ils prônent une lecture intérieure et personnelle des Écritures, la méditation et la prière. Le Pater Noster est pour eux la seule prière. Cela vaut aussi par la suite pour divers courants du protestantisme et du catharisme.
Il y avait deux branches : 
- en Arménie, on considérait que Christ était adopté par Dieu ;
- en Grèce manichéenne, Dieu était un double principe créateur du monde : mauvais pour l'esprit humain à travers le monde (siège de la matière, de la violence et du mensonge, c'est-à-dire des tentations) mais bon à travers le ciel (siège de la force, de la sagesse et de la beauté spirituelles, c'est-à-dire des vertus).

### Constantin de Mananalis
Constantin de Mananalis fonde, vers 660, une secte néo-manichéenne dont les écrits de saint Paul constituent une base doctrinale. Il sera condamné à mort pour hérésie par l'empereur byzantin en 687.
La doctrine dualiste de Constantin de Mananalis oppose l'esprit divin à la matière, qui est l'œuvre du diable. Elle rejette tout culte marial car les pauliciens estiment que  Marie n'était ni vierge au sens charnel du terme, ni la mère charnelle du Christ, dont le corps (œuvre diabolique, s'il avait été réel, et qui n'aurait jamais pu emprisonner l'esprit divin du Christ) n'était qu'une illusion. Pour les pauliciens, l'esprit divin du Christ n'a fait que « se parer de l'image d'un corps humain » afin que les hommes le reçoivent. Ils rejetaient les sacrements (baptême, Eucharistie) et n'avaient pas de prêtres.

### L'État militaire en lutte contre l'Empire byzantin
Après la mort de Sergios, le dernier didascale (« enseignant » en grec), vers 834-835, le mouvement évolue et se structure en État militaire autonome, basé en Anatolie (dans l'est de l'actuelle Turquie) qui entre en lutte contre l'Empire. En 842-843, l'impératrice Théodora relance la persécution contre la secte, ce qui a pour effet de renforcer l'émigration vers la région d'Argaoun. Un officier (prôtomandator) du thème des Anatoliques, Karbéas, se laisse convertir avec une partie de sa troupe : ils font défection et s'assurent le commandement de la ville qui devient le quartier général militaire des pauliciens, d'où ils lancent des raids contre l'empire, s'alliant pour cela à l'émir de Mélitène dans le territoire duquel ils sont accueillis. Là, ils fondent une nouvelle capitale pour leur mouvement : Téphrikè, entre Sébastée et Argaoun, près de la frontière byzantine du thème des Arméniaques. S'ensuit une série d'attaques contre l'empire, en 859, 861 et 863, où les pauliciens épaulent finalement les armées arabes, ce qui les fait considérer par les Byzantins non seulement comme des hérétiques, mais aussi comme des apostats et des traîtres (ἀπόστασιοι ϰάι ϖροδότες) punissables de mort.
Chrysocheire (Χρυσόχειρος : « main dorée » en grec) succède à son oncle et beau-père Karbéas et poursuit son activité militaire : il porte les attaques de plus en plus profondément en territoire impérial, atteignant Nicée, Nicomédie et Éphèse, mises à sac en 869-870. Une ambassade de Pierre de Sicile, cette même année, est envoyée négocier à Tephrikè le rachat des prisonniers et un traité de paix, en vain.
La contre-offensive militaire byzantine commence par un échec en 871 avec une expédition malheureuse de Basile Ier. La mort de Chrysocheire en 872 sur le chemin du retour d'un raid en Galatie, à Bathys Ryax, porte toutefois un coup décisif à l'État paulicien, dont la capitale tombe finalement en 878.

### La diaspora paulicienne

Carte du paulicianisme et de ses avatars probables.

Après la destruction de l'État paulicien, une partie de la communauté émigre vers le sud et constitue une véritable diaspora paulicienne en Syrie. Ils y sont parfois persécutés en tant que chrétiens, et, face au danger arabo-musulman, l'Empire de son côté cherche des alliés et offre aux pauliciens son pardon : certains soldats sont intégrés dans l'armée byzantine en contingents spéciaux, sans être forcés d'abjurer semble-t-il : leurs unités sont mentionnées par la suite dans l'histoire militaire de l'empire, comme celle d'un certain Diakonitzès qui s'illustre au service de Nicéphore Phocas l'Ancien en Italie du Sud vers 885.
La reconquête de la Syrie-Mésopotamie par Jean Ier Tzimiskès (969-976) entraîne l'intégration de nouveaux contingents pauliciens qui sont transférés dans les Balkans, où ils sont établis comme garnisons des défilés de l'Axios et de l'Euros, en amont de  Salonique et de Philippopolis, et où ils sont appelés « Bardariotes ».
D'autres communautés sont attestées par les vies de saints en Asie Mineure : Paul le Jeune (avant 955) les combat et demande à l'empereur de les éloigner de Milet et du thème des Cibyrrhéotes. Philothéos, métropolite d'Euchaïta dans le Pont (aujourd'hui village d'Avgat-Beyözü), est également confronté à leur présence dans sa métropole, et demande conseil à Théodore de Nicée.
Ils représentent toujours une communauté puissante sous le règne d'Alexis Ier Comnène et envoient un contingent de trois mille hommes à la bataille de Dyrracheion en 1081. Après la défaite, ils refusent de répondre aux nouvelles convocations de l'empereur et celui-ci en 1083 fait exiler leurs principaux chefs. Les Pauliciens s'allient alors aux Pétchénègues et participent à la bataille de Béliatova (janvier 1086) qui est un désastre pour les Byzantins. Par la suite, Alexis tente plutôt la persuasion pour se concilier à nouveau les Pauliciens et participe personnellement à des débats religieux avec eux.
Même si les sources, fragmentaires et rares, ne permettent pas de le prouver de manière formelle, il est évident, par la similitude des théologies, que les Pauliciens ont influencé les « Foundagiagites » (« sommets de la sainteté » en grec) d'Asie Mineure, et les pauliciens ont également été rapprochés des Euchites ou Messaliens et parfois des Priscilliens. En Arménie se serait également constituée une communauté d'inspiration paulicienne, la secte des Thondrakiens. Des similitudes théologiques les apparentent aussi aux Bogomiles des Balkans dans la deuxième moitié du Xe siècle puis, au XIe siècle, aux « tisserands » et aux « vaudois », aux « patarins », « cathares » et « piphles » d'Occident ainsi que, côté musulman, aux alévis d'Anatolie, nombreux dans les régions autrefois pauliciennes de la Turquie actuelle ; dans les Balkans, les régions autrefois bogomiles sont celles dont les habitants se sont le plus aisément convertis à l'islam (Bulgares, Goranes ou Bosniens parmi les Slaves, Bektachis parmi les Albanais et Moglénites parmi les Valaques). Enfin dans les régions jadis cathares en France, les camisards protestants ont développé une tradition de résistance armée après la révocation de l'édit de Nantes.
Bien sûr, on ne peut pas démontrer de lien direct entre le passé religieux ancien de ces régions et leurs traditions ultérieures, mais la concordance géographique semble indiquer que le souvenir des traditions pauliciennes ne s'est pas effacé dans les mémoires des habitants, par-delà les évolutions des langues et des religions. Toutefois, la théologie paulicienne, ainsi que ses avatars européens, a bel et bien disparu du paysage religieux moderne.